# Ichthyophis nigroflavus
Espèce
Synonymes
- Caudacaecilia nigroflava (Taylor, 1960)

Statut de conservation UICN

 DD  : Données insuffisantes
Ichthyophis nigroflavus est une espèce de gymnophiones de la famille des Ichthyophiidae.

## Répartition
Cette espèce est endémique du Selangor en Malaisie péninsulaire. Sa présence à Sumatra ou à Bornéo est incertaine.

## Publication originale
- Taylor, 1960 : On the caecilian species Ichthyophis glutinosus and Ichthyophis monochrous, with description of related species. University of Kansas Science Bulletin, vol. 40, no 4, p. 37-120 (texte intégral).